# Балушевы Починки

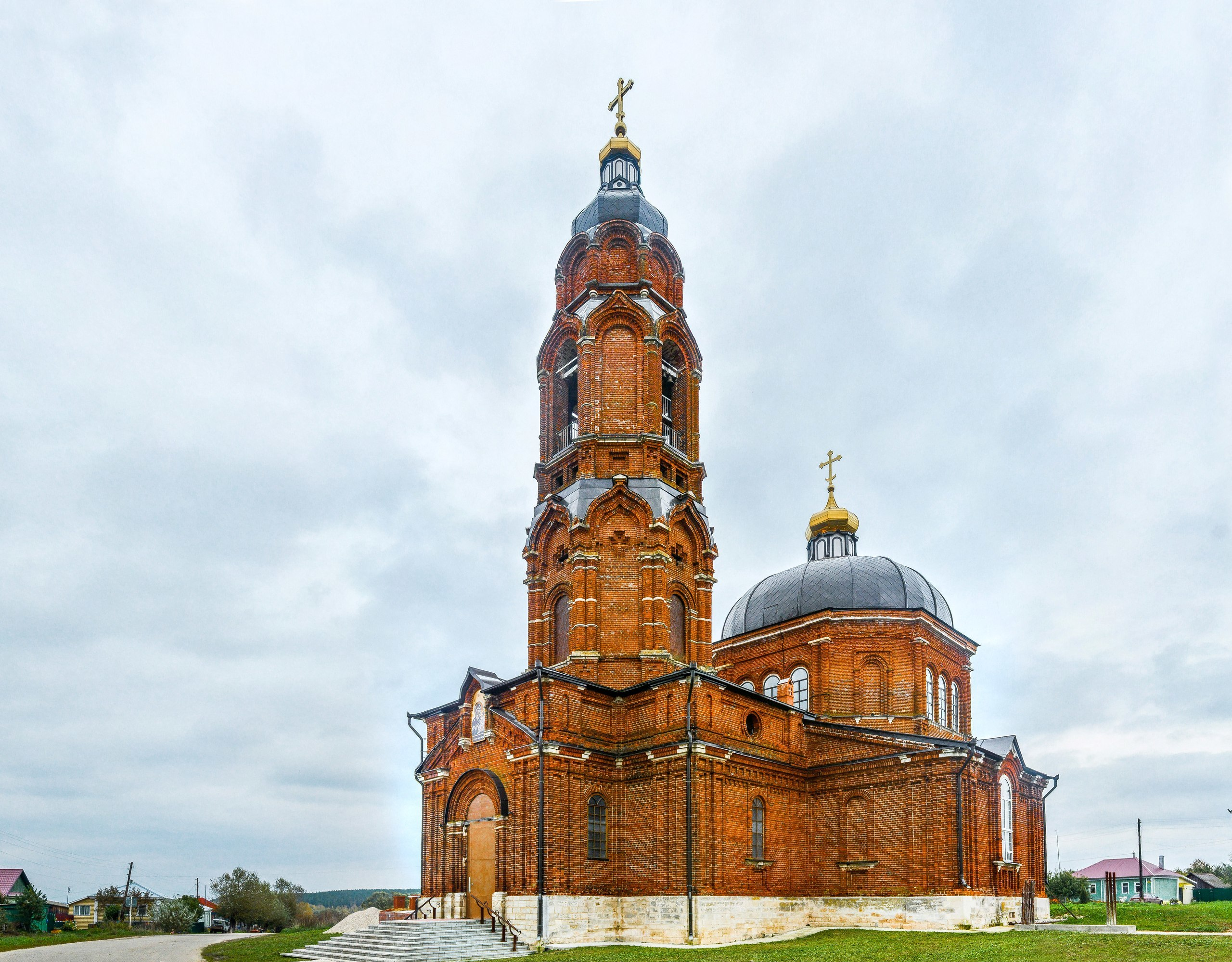
Церковь Воздвижения Креста Господня

Балушевы Починки — село в России, расположено в Касимовском районе Рязанской области. Является административным центром Балушево-Починковского сельского поселения.

## Географическое положение
Балушевы Починки расположены примерно в 25 км к юго-востоку от центра города Касимова на правом берегу Оки. 

## История
Село Балушевы Починки впервые упоминается в выписке из писцовых книг в 1630 году.
В XIX - начале XX в. село  входило в состав Елатомского уезда Тамбовской губернии. В 1862 году село имело 193 двора при численности населения 1211 человек. В селе имелся конный завод.

## Население
| 2010 |
| ---- |
| 235  |

## Транспорт и связь
Село расположено на автомобильной дороге Р124 (Касимов — Шацк) и имеет регулярное автобусное сообщение с районным центром. 
В Балушевых Починках имеется одноимённое сельское отделение почтовой связи (индекс 391345).